# カトリック浅子教会
カトリック浅子教会（カトリックあさごきょうかい）は、長崎県佐世保市にある、キリスト教（カトリック）の聖堂。

## 解説
目の前は浅子漁港である。
歴史は古く、信徒の殆どが迫害に耐えたキリシタンの末裔で、伝統的な長崎のキリシタンの信仰を受け継いでいる。

## 沿革
- 1884年頃、黒島の信徒が土地を求めて移住し、梶ノ浦の民家で、平戸の紐差から巡回して来る宣教師によって信仰生活の導きを得ていた。
- 1892年、同地に仮の教会を建立。
- 1927年、現在の浅子教会が建立された。当初は神崎小教区に属していた。
- 1943年、相浦小教区に編入。
- 1953年、小教区独立。